# Foveades aroensis
Foveades aroensis is een vlinder uit de familie van de spinneruilen (Erebidae). De wetenschappelijke naam van de soort is voor het eerst geldig gepubliceerd in 1908 door Bethune-Baker.